# Robert Westerholt
Robert Westerholt (született: 1975. január 2., Waddinxveen, Hollandia) a megalapítója és gitárosa a Within Temptation nevű holland szimfonikus metal együttesnek.

## Magánélet
Robert élettársa Sharon den Adel. A Within Temptation megalapítása előtt a The circle nevű együttesnak voltak a tagjai.  3 közös gyermekük született: Eva Luna (2005. december 7.), Robin Aiden (2009 június 1) és Logan Arwin (2011. március 30)

## Zenei pálya

### The circle/Voyage
1992-ben megalapította a The circle együttest. Első demójuk 1992 decemberében készült el, és a Symphony No.1 nevet viselte. Azonban első albumuk felvétele során, 1995-ben  Robert otthagyta a bandát. Az együttes nevét ekkor megváltoztatták Voyagera, mert Robert a nevet is vinni akarta magával. Első CD-jük (melyen a Frozen című számban Sharon is szerepel) már ezen a néven jelent meg.

### Within Temptation
Miután otthagyta a The circlet, barátnőjével, Sharonnal kezdett dalokat írni. Elküldte a Candles és az Enter demóverzióját Jeroen Van Veennek, aki ezek után otthagyta a Voyage-t, és Michiel Papenhove-val együtt csatlakozott Robertékhez. 1997-re teljesen összeállt az együttes:  Sharon den Adel, Robert Westerholt, Martijn Westerholt, Jeroen Van Veen, Michiel Papenhove és Ivar de Graaf.  Az alapító tagok közül már csak Jeroen, Sharon és Robert tagjai az együttesnek. (Robert öccse, Martijn 2001-ben egy betegség miatt hagyta el az együttest, majd később megalapította a Delain nevű holland szimfonikus metal zenekart.

### Egyéb zenei megjelenések
1998-ban részt vett Arjen Lucassen Ayreon projektjében. A Halál szerepét játszotta (George Osthoek-el az Orpanage együttesből) az Into the Electric Castleben, amelyben Sharon is szerepelt.

### Diszkográfia
Within Temptation
- Enter (1997)
- The Dance (EP, 1998)
- Mother Earth (2001)
- The Silent Force (2004)
- The Heart of Everything (2007)
- The Unforgiving (2011)[3]

Egyéb
- Into the Electric Castle (1998) (vendégelőadó)